# 2º Corpo corazzato delle guardie
Il 2º Corpo corazzato delle guardie (in russo 2-й гвардейский танковый корпус?, 2-j gvardejskij tankovyj korpus) fu una formazione corazzata dell'Armata Rossa che si distinse durante numerose campagne della seconda guerra mondiale sul fronte orientale.
L'unità corazzata era stata costituita originariamente nella primavera 1942 con la denominazione di 24º Corpo corazzato; in seguito al valoroso comportamento nella spettacolare incursione in profondità sull'aeroporto di Tacinskaja durante la battaglia di Stalingrado, Iosif Stalin e lo Stavka onorarono il reparto corazzato (uscito decimato dall'audace raid) con la nuova denominazione onorifica di 2º Corpo corazzato delle guardie "Tacinskij" a partire dal 26 dicembre 1942.
Il corpo corazzato delle guardie (il secondo ad essere costituito nella storia della grande guerra patriottica) avrebbe continuato a combattere valorosamente fino al termine del conflitto in Europa nel maggio 1945.
Attualmente le tradizioni del corpo sono portate avanti dalla 5ª Brigata corazzata delle guardie delle forze terrestri russe.

## Le origini

### Il 24º Corpo corazzato
Il 24º Corpo corazzato venne costituito, nel quadro del rafforzamento delle forze meccanizzate dell'Armata Rossa dopo le catastrofiche perdite della prima campagna di guerra (oltre 20.000 carri armati), nell'aprile 1942 a Vorosilovgrad (regione militare di Char'kov) insieme ad altre formazioni, per potenziare il settore meridionale del fronte sovietico in vista delle previste operazioni estive.
Inizialmente venne organizzato, piuttosto frettolosamente, assemblando brigate corazzate e motorizzate già presenti sul posto, equipaggiate principalmente di carri armati T-34 e T-70, ma anche con alcuni inefficaci carri britannici Mk III Valentine. Ancora in fase di costituzione, il 24º Corpo venne coinvolto, insieme a molte altre formazioni corazzate sovietiche, nella prima fase dell'operazione Blu (la grande offensiva tedesca dell'estate 1942): impiegato in modo confuso e ancora scarsamente dotato di mezzi moderni, il Corpo corazzato subì pesanti perdite e venne respinto su Voronež dove, dopo nuovi duri scontri, venne ritirato nelle retrovie per essere riorganizzato e rafforzato.
In questa fase il 24º Corpo venne completamente riorganizzato con l'inserimento di nuove brigate più esperte e meglio equipaggiate e con notevoli elementi di supporto anticarro e antiaereo. Al comando del generale Vasilij Badanov, al momento dell'inizio della controffensiva sovietica di Stalingrado (Operazione Urano) la formazione corazzata era in riserva nella regione del Don equipaggiata con 168 carri armati T34 e T70.

## Storia

### Operazione Piccolo Saturno

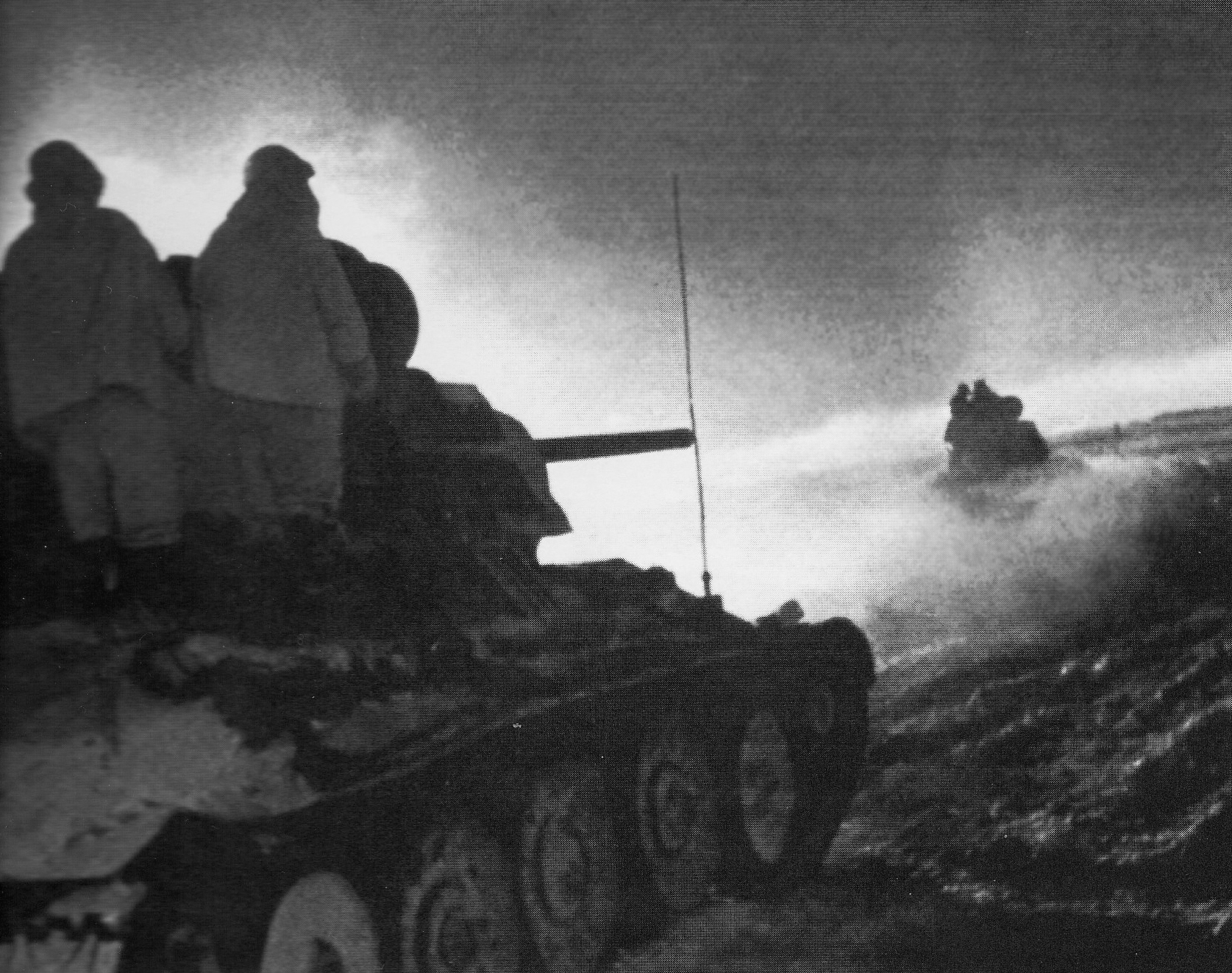
I T-34 sovietici avanzano nella notte innevata durante l'Operazione Piccolo Saturno.

Il 16 dicembre 1942, il 24º Corpo corazzato prese parte alla successiva offensiva contro la VIII Armata italiana (Operazione Piccolo Saturno) come forza di sfondamento e sfruttamento del successo, insieme ad altri quattro corpi mobili sovietici; dopo una valida resistenza iniziale, le linee italiane furono travolte e i corpi corazzati sovietici si lanciarono alla massima velocità verso sud nella steppa innevata, puntando verso le retrovie del Gruppo d'armate del Don del feldmaresciallo von Manstein.
Secondo gli ordini ricevuti, il Corpo corazzato avanzò fulmineamente verso l'aeroporto di Tacinskaja, da cui decollavano gli aerei da trasporto tedeschi che tentavano di rifornire le truppe della VI Armata accerchiate a Stalingrado. Incontrando solo una sporadica resistenza i carri armati sovietici proseguirono in cinque giorni per 240 km e il 25 dicembre 1942, le forze corazzate del generale Badanov sorpresero l'aeroporto e lo conquistarono d'assalto, distruggendo numerosi aerei tedeschi sulle piste.
La spericolata impresa valse immediatamente (il 26 dicembre) al 24º Corpo, il titolo onorifico di 2º Corpo corazzato delle guardie Tacinskij e al generale Badanov il prestigioso Ordine di Suvorov (assegnato per la prima volta). Effettivamente la spettacolare incursione sorprese completamente il comando tedesco, disorganizzò ulteriormente i rifornimenti aerei e costrinse von Manstein a richiamare precipitosamente le sue riserve corazzate, interrompendo il tentativo di soccorrere le truppe accerchiate.
In realtà la situazione tattica del neo-nominato 2º Corpo corazzato delle guardie era molto pericolosa (essendo praticamente isolato nel cuore delle retrovie nemiche) e, nei successivi giorni, elementi della 11. e della 6.Panzer-Division contrattaccarono e accerchiarono le forze sovietiche dentro Tacinskaja. Furono scontri drammatici,  anche Stalin e Georgij Žukov intervennero per salvare dalla distruzione il Corpo corazzato; il 29 dicembre i resti della formazione (927 uomini e poche decine di carri armati) riuscirono a sfuggire a nord e a ricollegarsi con il grosso delle forze sovietiche.
Il 2º Corpo aveva compiuto la sua missione e guadagnato grandi onori e prestigio ma aveva subito perdite pesanti (oltre l'80% dei mezzi corazzati e degli uomini) e venne quindi temporaneamente ritirato dal fronte per essere riequipaggiato.

### Kursk e l'Operazione Bagration
Dopo il riequipaggiamento, il Corpo delle guardie intervenne brevemente nel marzo 1943 per cercare di frenare la pericolosa controffensiva tedesca di Char'kiv; pur dotato di 170 carri armati nuovi, il reparto non riuscì a impedire la caduta di Belgorod e ripiegò a sua volta dietro il Donec.
Il nuovo momento di gloria del 2º Corpo corazzato delle guardie giunse a Kursk: impiegato come riserva del Fronte di Voronež del generale Vatutin, il 12 luglio 1943 venne aggregato alla 5ª Armata corazzata delle guardie per contrattaccare i panzer tedeschi a Prochorovka. Durante la furiosa battaglia di carri, il Corpo corazzato (dotato di 187 carri armati) affrontò la 2. SS-Panzer-Division "Das Reich"; furono scontri caotici tra avanzate e ritirate, ma alla fine nonostante dure perdite, i carri armati sovietici riuscirono a bloccare l'offensiva nemica.

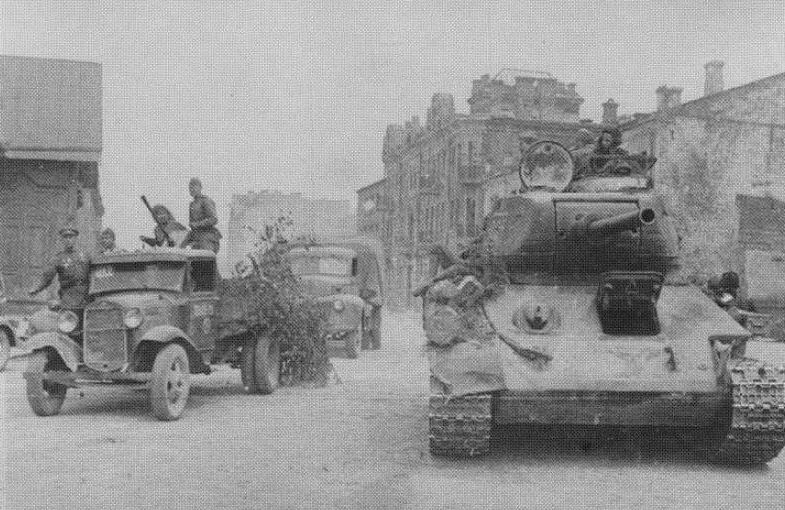
Unità motorizzate dell'Armata Rossa e un carro armato T-34/85 del 2º Corpo corazzato delle guardie a Minsk durante l'operazione Bagration.

Il 2º delle guardie uscì molto indebolito dalla aspra battaglia e venne quindi posto in riserva fino ad agosto 1943; assegnato prima al fronte del generale Konstantin Rokossovskij e poi al Fronte Occidentale del generale Vasilij Sokolovskij, rafforzato con l'assegnazione di due reggimenti di cannoni semoventi SU-76 e SU-152, durante l'estate e l'autunno il Corpo corazzato partecipò all'avanzata generale dell'Armata Rossa verso il Dnepr e la Desna (liberazione di El'nja).
Nel gennaio 1944, la formazione corazzata ricevette i nuovi carri armati T-34/85, idonei ad affrontare i carri pesanti tedeschi Tiger e Panther, e venne rischierata sul settore centrale del fronte orientale per l'offensiva in Bielorussia. Nell'estate 1944, all'inizio della Operazione Bagration, il 2º Corpo corazzato delle guardie, al completo con 195 T-34/85 e 42 SU-76 e SU-85, venne assegnato come forza mobile della 21ª Armata del 3º Fronte Bielorusso del generale Cernijakovskij; il Gruppo d'armate Centro tedesco venne sbaragliato dalla poderosa offensiva sovietica e i corpi corazzati dell'Armata Rossa si spinsero in avanti per accerchiare il nemico e liberare Minsk.
Il 3 luglio 1944 furono i carri armati (decorati con la caratteristica insegna della freccia bianca dipinta sulle torrette) del 2º delle guardie che, con un'abile manovra aggirante, entrarono per primi nella capitale bielorussa e si congiunsero con le altre colonne provenienti da nord e da sud.

### Le ultime battaglie

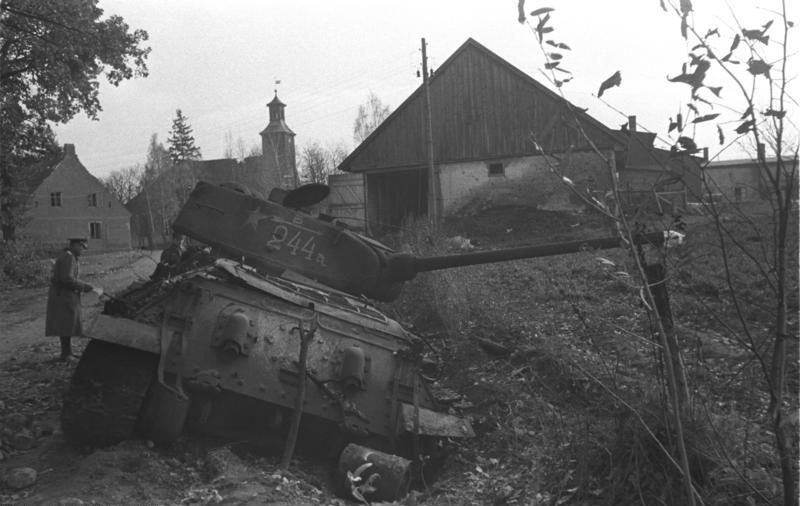
Un T-34/85 del 2º Corpo corazzato delle guardie distrutto in Prussia Orientale nell'ottobre 1944. Chiaramente visibile l'insegna distintiva sulla torretta

Dopo la brillante avanzata in Bielorussia, le colonne corazzate sovietiche proseguirono ancora in direzione degli Stati Baltici e del confine orientale tedesco; il 2º Corpo corazzato delle guardie, sempre assegnato al 3º Fronte Bielorusso, diresse verso la Prussia Orientale dove, nell'ottobre 1944, avrebbe subito pesanti perdite nel frettoloso tentativo di penetrare immediatamente nella regione. Contrattaccata dalla 5. Panzer-Division, dallo sPzAbt. 505 e dalla divisione Hermann Göring, la formazione corazzata venne duramente respinta a Gumbinnen e dovette essere temporaneamente ritirata per riequipaggiamento.
Durante la campagna finale del 1945, il 2º delle guardie ritornò ancora in combattimento sempre in Prussia Orientale e partecipò ai duri e lunghi scontri in quella regione (sempre nei quadri del 3°Fronte Bielorusso) contribuendo validamente alla vittoria finale sovietica come forza blindata della 11. Armata delle guardie, combattendo nella sacca di Heiligenbeil e nelle operazioni di assedio di Königsberg.
Il 2º Corpo corazzato delle guardie "Tacinskij"  terminava così le sue movimentate campagne di guerra; pur non avendo partecipato alla battaglia di Berlino, la valorosa unità corazzata venne sempre considerata, per i suoi contributi decisivi alle battaglia di Stalingrado, Kursk e Minsk, tra le unità più efficienti e combattive dell'Armata Rossa.
Nei suoi ranghi si distinsero tra gli altri, oltre al suo primo comandante Vasilij Badanov, gli ufficiali Oleg Losik (la cui brigata corazzata entrò per prima a Minsk nel 1944), Stepan Nesterov (alla testa dei carri che irruppero sulle piste di Tatsjnskaja nel dicembre 1942, morto in Prussia Orientale nel 1944) e Nikolaj Količev, tutti decorati con la gloriosa onorificenza di Eroe dell'Unione Sovietica. In totale furono 16 i soldati del 2º Corpo corazzato delle guardie ad essere insigniti di questa decorazione al valore.

### Il dopoguerra
Dopo la fine della guerra, il 2º delle guardie venne trasformato in 2ª Divisione corazzata delle guardie e rimase una formazione attiva dell'Armata Rossa, stazionata fino agli anni sessanta nel Distretto Militare di Leningrado come unità blindata di riserva e poi nel Distretto Militare del Trans-Bajkal (in Estremo Oriente).

Ereditata dalla Federazione Russa dopo la dissoluzione dell'Unione Sovietica, la divisione è stata sciolta nel 2001 e riorganizzata nel 2009 nell'attuale 5ª Brigata corazzata delle guardie.

## Ordine di battaglia
1942: Voronez e Stalingrado  (24º Corpo corazzato)
- Quartier generale
- 4. Brigata corazzata delle guardie
  - I battaglione carri
  - II battaglione carri
  - IV battaglione di fucilieri motorizzati delle guardie
- 54. Brigata corazzata
  - LIV battaglione carri
  - CIII battaglione carri
  - LIV battaglione di fucilieri motorizzati
- 130. Brigata corazzata
  - I battaglione carri
  - II battaglione carri
  - CXXX battaglione di fucilieri motorizzati
- 24. Brigata motorizzata
  - 454º battaglione di fucilieri
  - 455º battaglione di fucilieri
  - 456º battaglione di fucilieri
  - 468º battaglione d'artiglieria campale
- 658º reggimento artiglieria antiaerea
- 413º battaglione mortai delle guardie (razzi Katjuša)
- 50º battaglione motociclisti
- 13ª compagnia del genio

1943: Kursk  (2º Corpo corazzato delle guardie)
- Quartier generale
- 4. Brigata corazzata delle guardie
  - I battaglione carri
  - II battaglione carri
  - IV battaglione di fucilieri motorizzati delle guardie
- 25. Brigata corazzata delle guardie  (ex-54. Brigata corazzata)
  - I battaglione carri
  - II battaglione carri
  - I battaglione di fucilieri motorizzati
- 26. Brigata corazzata delle guardie  (ex-130. Brigata corazzata)
  - I battaglione carri
  - II battaglione carri
  - I battaglione di fucilieri motorizzati
- 4. Brigata motorizzata delle guardie  (ex-24. Brigata motorizzata)
  - I battaglione di fucilieri motorizzati
  - II battaglione di fucilieri motorizzati
  - III battaglione di fucilieri motorizzati
  - I battaglione d'artiglieria campale
- 47º reggimento corazzato delle guardie
- 1500º reggimento anticarro
- 775º reggimento anticarro
- 273º reggimento mortai
- 1695º reggimento antiaereo
- 51º battaglione del genio
- 1º battaglione trasmissioni delle guardie
  - nell'agosto 1943 furono aggiunti:
- 1819º reggimento cannoni semoventi (SU76)
- 1833º reggimento cannoni semoventi (SU152)
- 79º battaglione motociclisti

1944 e 1945: Operazione Bagration e Prussia Orientale  (2º Corpo corazzato delle guardie).
- Quartier generale
- 4. Brigata corazzata delle guardie
  - I battaglione carri
  - II battaglione carri
  - III battaglione carri
  - IV battaglione di fucilieri motorizzati delle guardie
- 25. Brigata corazzata delle guardie  (ex-54. Brigata corazzata)
  - I battaglione carri
  - II battaglione carri
  - III battaglione carri
  - I battaglione di fucilieri motorizzati
- 26. Brigata corazzata delle guardie  (ex-130. Brigata corazzata)
  - I battaglione carri
  - II battaglione carri
  - III battaglione carri
  - I battaglione di fucilieri motorizzati
- 4. Brigata motorizzata delle guardie  (ex-24. Brigata motorizzata)
  - I battaglione di fucilieri motorizzati
  - II battaglione di fucilieri motorizzati
  - III battaglione di fucilieri motorizzati
  - I battaglione d'artiglieria campale
- 401º reggimento cannoni semoventi delle guardie (SU85)
- 1500º reggimento cannoni semoventi (SU76)
- 273º reggimento mortai
- 1695º reggimento antiaereo
- 28º battaglione mortai delle guardie (razzi Katjuša)
- 79º battaglione motociclisti
- 51º battaglione del genio
- 1º battaglione trasmissioni delle guardie

## Comandanti
- maggior generale Vasilij Michailovič Badanov    dal 19.04.1942 al 26.12.1942  (24º Corpo corazzato)
- tenente generale Vasilij Michailovič Badanov dal 26.12.1942 al 25.06.1943  (2º Corpo corazzato delle guardie)
- maggior generale Aleksej Semenovič Burdeijnij dal 26.06.1943 al 09.05.1945